# Софиевка (Кировский район)
Софи́евка (укр. Софіївка, крымскотат. Sofiyevka) — село в Кировском районе Республики Крым, входит в состав Яркополенского сельского поселения (согласно административно-территориальному делению Украины — Яркополенского сельсовета Автономной Республики Крым).

## Население
| 2001 | 2014 |
| ---- | ---- |
| 22   | ↘10  |

Всеукраинская перепись 2001 года показала следующее распределение по носителям языка
| Язык             | Процент |
| ---------------- | ------- |
| русский          | 81.82   |
| крымскотатарский | 13.64   |
| украинский       | 4.55    |

### Динамика численности
- 1989 год — 42 чел.[10]
- 2001 год — 22 чел.[11]
- 2009 год — 13 чел.[12]
- 2014 год — 10 чел.[13]

## Современное состояние
На 2017 год в Софиевке числится 1 улица — Центральная; на 2009 год, по данным сельсовета, село занимало площадь 38,3 гектара на которой, в 13 дворах, проживало 13 человек.

## География
Софиевка — маленькое село на северо-западе района, в степном Крыму, в низовье речки Кхоур-Джилга, высота центра села над уровнем моря — 15 м. Ближайшие населённые пункты: Ореховка в 1,7 км на юго-запад, железнодорожный разъезд и станция Новофедоровка в 4-х км и Токарево в 1,5 км на восток. Райцентр Кировское — примерно в 10 километрах (по шоссе), там же ближайшая железнодорожная станция — Кировская (на линии Джанкой — Феодосия). Транспортное сообщение осуществляется по региональным автодорогам 35Н-204 от шоссе 35Н-584 Шахтино — Кировское до Софиевки и 35Н-203 Софиевка — Токарево (по украинской классификации — С-0-10515 и С-0-10520).

## История
Впервые в доступных источниках Софиевка встречается в Списке населённых пунктов Крымской АССР по Всесоюзной переписи 17 декабря 1926 года, согласно которому в селе Софиевка, Ак-Кобекского сельсовета Феодосийского района, числилось 11 дворов, из них 10 крестьянских, население составляло 55 человек, из них 54 болгарина и 1 русский. Есть данные, что до второй мировой войны в селе было более ста домов, преимущественно населенных болгарами. Постановлением ВЦИК «О реорганизации сети районов Крымской АССР» от 30 октября 1930 года из Феодосийского района был выделен (воссоздан) Старо-Крымский район (по другим сведениям 15 сентября 1931 года) и село включили в его состав, а, с образованием в 1935 году Кировского — в состав нового района.
После освобождения Крыма от фашистов, согласно Постановлению ГКО № 5984сс от 2 июня 1944 года, 27 июня болгары из Софиевки были депортированы в Пермскую область и Среднюю Азию. 12 августа 1944 года было принято постановление № ГОКО-6372с «О переселении колхозников в районы Крыма» и в сентябре того же года в район приехали первые переселенцы, 428 семей, из Тамбовской области, а в начале 1950-х годов последовала вторая волна переселенцев. С 1954 года местами наиболее массового набора населения стали различные области Украины. С 25 июня 1946 года Софиевка в составе Крымской области РСФСР, а 26 апреля 1954 года Крымская область была передана из состава РСФСР в состав УССР. Время включения в Токаревский сельсовет пока не установлено: на 15 июня 1960 года село уже числилось в его составе. Указом Президиума Верховного Совета УССР «Об укрупнении сельских районов Крымской области», от 30 декабря 1962 года Кировский район был упразднён и село присоединили к Нижнегорскому. 1 января 1965 года, указом Президиума ВС УССР «О внесении изменений в административное районирование УССР — по Крымской области», вновь включили в состав Кировского. В период с 1 июня 1977 года (на эту дату село ещё числилось в составе Токаревского совета) и 1985 годом (в перечнях административно-территориальных изменений после этой даты не упоминается) Софиевка переподчинена Яркополенскому сельсовету. По данным переписи 1989 года в селе проживало 42 человека. С 12 февраля 1991 года село в восстановленной Крымской АССР, 26 февраля 1992 года переименованной в Автономную Республику Крым. С 21 марта 2014 года в составе Крыма аннексирована Россией.